# Roletto
Roletto is een gemeente in de Italiaanse provincie Turijn (regio Piëmont) en telt 2019 inwoners (31-12-2004). De oppervlakte bedraagt 9,8 km², de bevolkingsdichtheid is 206 inwoners per km².

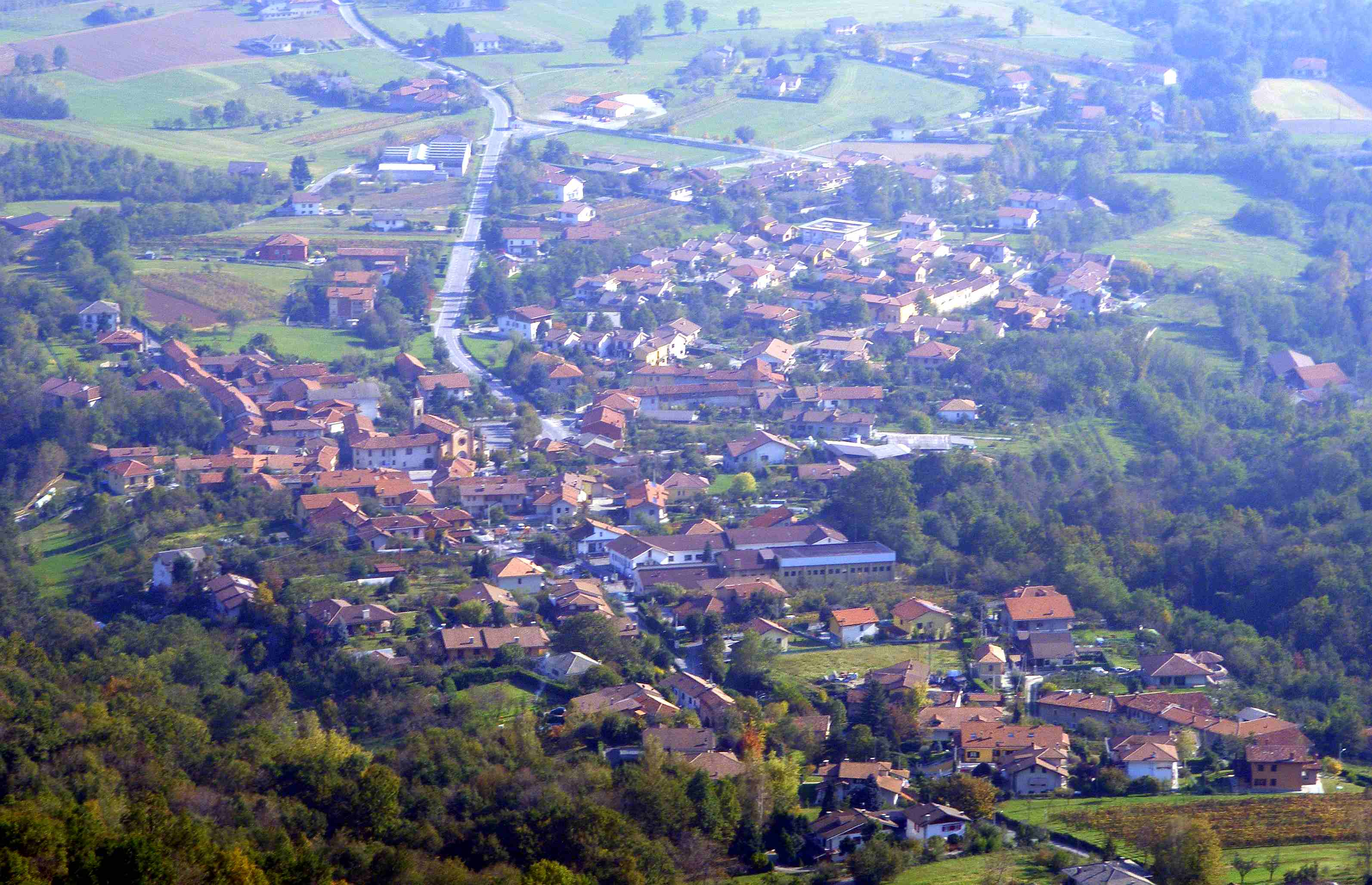
Roletto
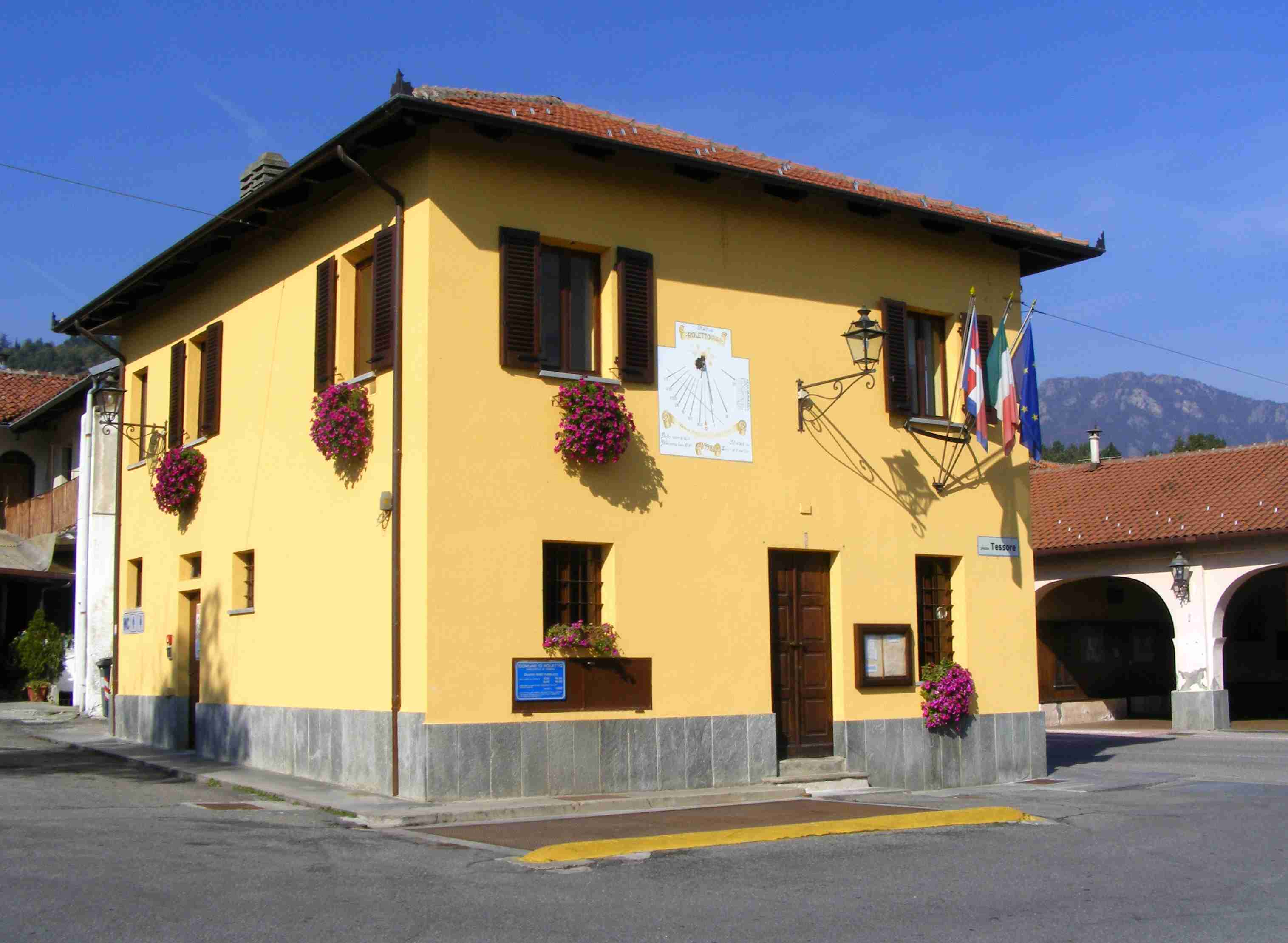
Gemeentehuis

## Demografie
Roletto telt ongeveer 805 huishoudens. Het aantal inwoners steeg in de periode 1991-2001 met 16,7% volgens cijfers uit de tienjaarlijkse volkstellingen van ISTAT.
| Jaar | Inwoneraantal |
| ---- | ------------- |
| 1991 | 1708          |
| 2001 | 1994          |

## Geografie
Roletto grenst aan de volgende gemeenten: Pinerolo, Frossasco, Frossasco, Cantalupa.
1. ↑  https://demo.istat.it/?l=it.